# ブロッサム (川本真琴の曲)
『ブロッサム』は、川本真琴の9枚目のシングル。

## 概要
七尾旅人を作詞（表題曲）、共同プロデューサーとして迎えたシングル。本人のインディーズ転向希望もあり、ソニー契約期間における最後のシングルとなった。本作を発表後にメジャーとの契約を解消し、プライベートオフィスを設立して自身で原盤制作を開始する。

## 収録曲
| 全作曲: 川本真琴。 |                                                             |          |            |      |
| #                  | タイトル                                                    | 作詞     | 作曲・編曲 | 時間 |
| 1.                 | 「ブロッサム」                                              | 七尾旅人 | 川本真琴   | 6:05 |
| 2.                 | 「ALPHABET WEEKS」                                          | 川本真琴 | 川本真琴   | 4:55 |
| 3.                 | 「OCTOPUS THEATER（STAN'S LONELY HEARTS HAMMOCK VERSION）」 | 川本真琴 | 川本真琴   | 3:49 |

## 収録アルバム
- The Complete Singles Collection 1996〜2001 (#1,2,3)